# Aoyama (Tokyo)
Aoyama (青山?) è un distretto di Tokyo, in Giappone, situato nella parte nordoccidentale del quartiere speciale di Minato. Il distretto deve il nome al samurai Aoyama Tadanari, che servì il bakufu Tokugawa.
Il distretto si divide in due zone distinte, Kita-Aoyama, che si trova a nord della Aoyama-dōri e in prossimità dell'Università Aoyama Gakuin e il palazzo di Akasaka, e Minami-Aoyama, che si estende in direzione sud della Aoyama-dōri fino al confine con Roppongi, Azabu e Hiroo. Durante il periodo Edo Aoyama ospitò vari templi, santuari e dimore samurai. Oggi, insieme a Shibuya e Harajuku, è una delle più popolari aree di shopping e intrattenimento per i giovani a Tokyo. È conosciuto per le boutique di moda, i ristoranti e i negozi.

## Storia

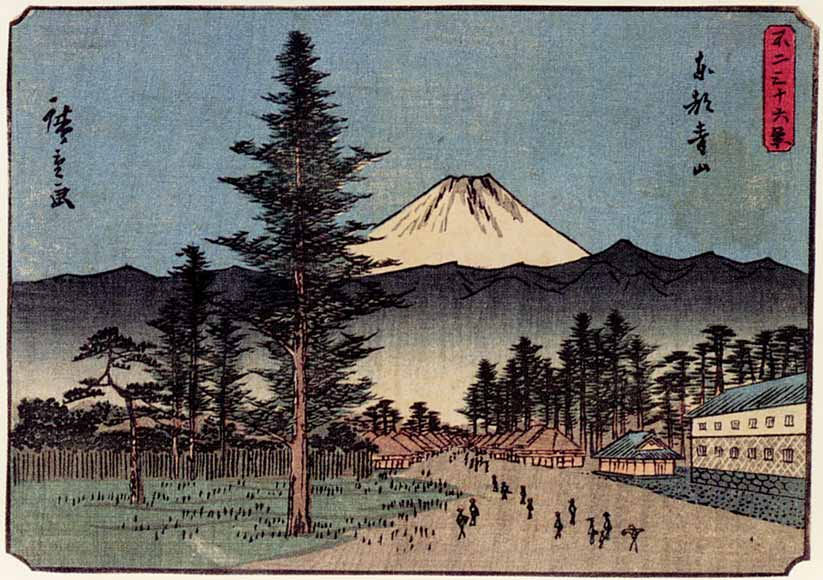
Rappresentazione di Aoyama ad opera di Hiroshige, 1852

Il distretto deve il suo nome al samurai Aoyama Tadanari, che servì lo shogunato Tokugawa durante il periodo Edo della storia del Giappone. La leggenda vuole che, durante una battuta di caccia, lo shōgun Ieyasu ordinò al suo generale di cavalcare verso ovest finché il suo cavallo non fosse stramazzato al suolo esausto; al suo ritorno Tadanari ricevette in dono l'intera area che riuscì a percorrere.
Durante il periodo Meiji la famiglia imperiale giapponese trasferì la capitale da Kyoto a Tokyo, stabilendosi nel sito dell'ex castello di Edo. Tuttavia, a causa di un grave incendio occorso alla struttura alcuni anni prima, il palazzo di Aoyama divenne la residenza de facto almeno fino al 1888.
All'inizio del XX secolo lo sviluppo della rete ferroviaria elettrica municipale permise al distretto di fiorire. Essa collegava Miyakezawa al 4-chōme di Aoyama, nei pressi di Gaienmae. Nel 1938 venne inaugurata la linea Ginza, la più antica linea metropolitana di Tokyo, che permise di raggiungere Shibuya partendo da Omotesandō.
Durante la seconda guerra mondiale Aoyama e la vicina area di Akasaka vennero rase al suolo dagli attacchi aerei alleati. Nel 1964 la zona fu completamente ricostruita in vista delle olimpiadi di Tokyo, e la via principale Aoyama-dōri, allora larga solamente 22 metri, fu estesa alla larghezza attuale di 40 metri. La strada, considerata il cuore pulsante del distretto, ha visto aumentare negli anni la sua popolarità e di conseguenza il suo volume di traffico.

## Monumenti e luoghi d'interesse

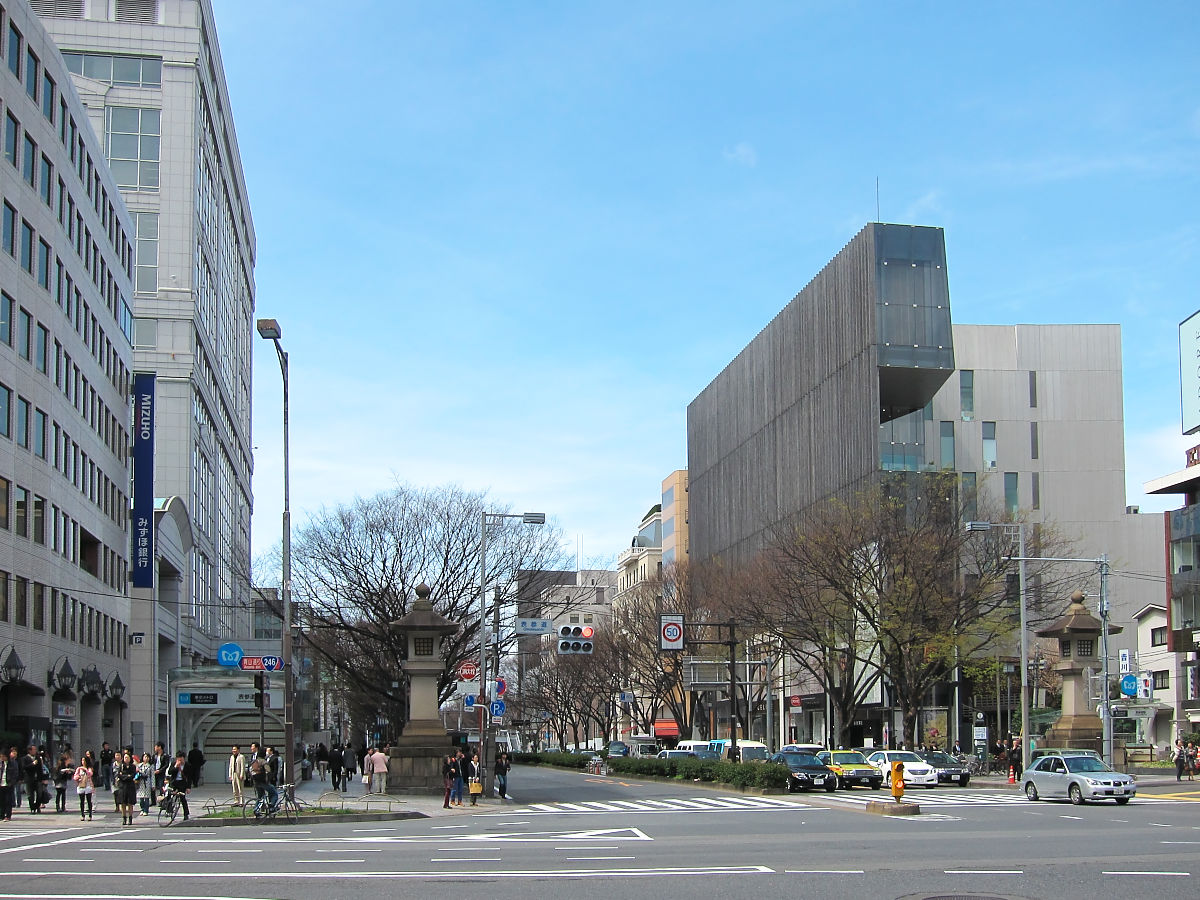
L'incrocio tra Aoyama-dōri e Omotesandō

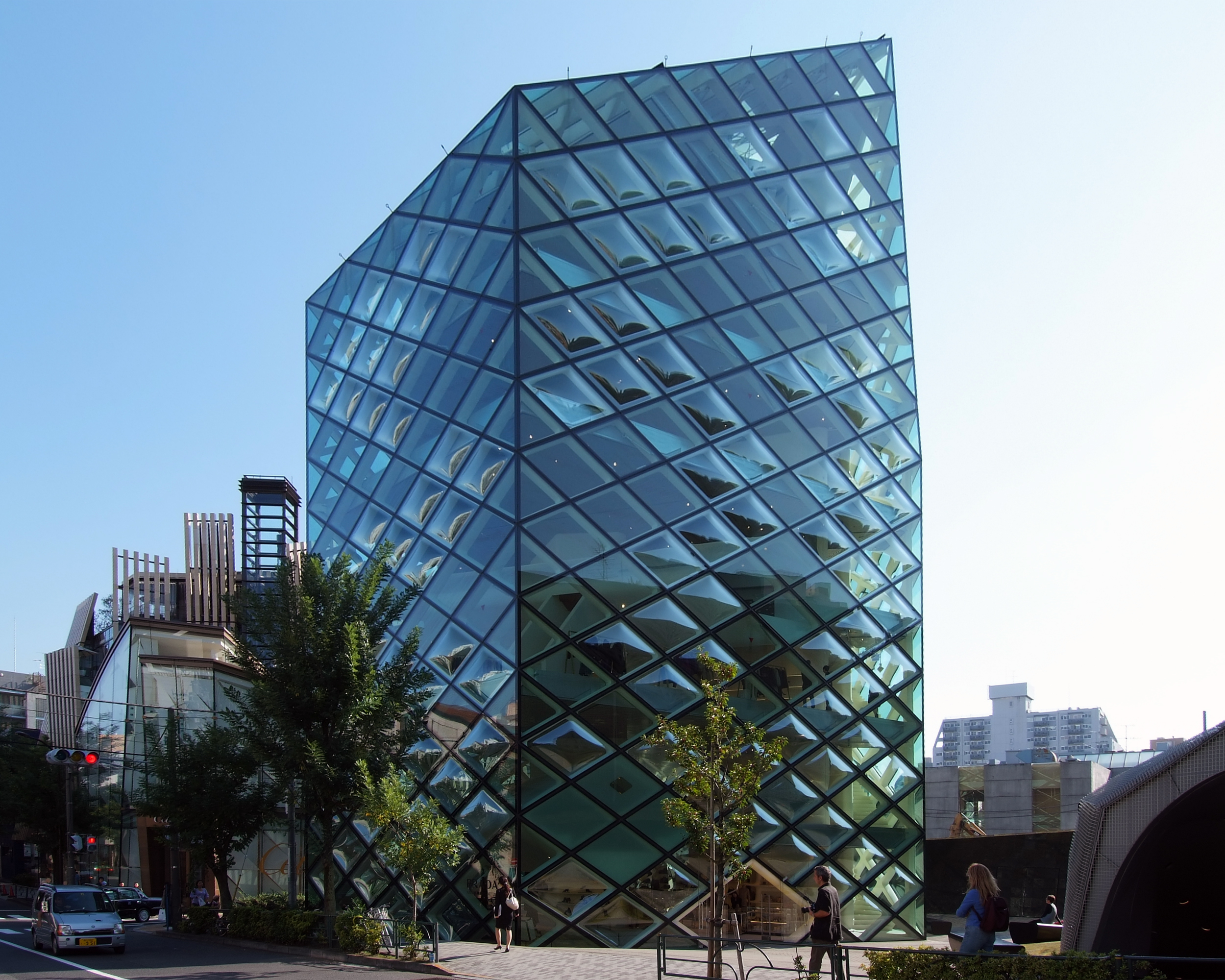
Prada Aoyama

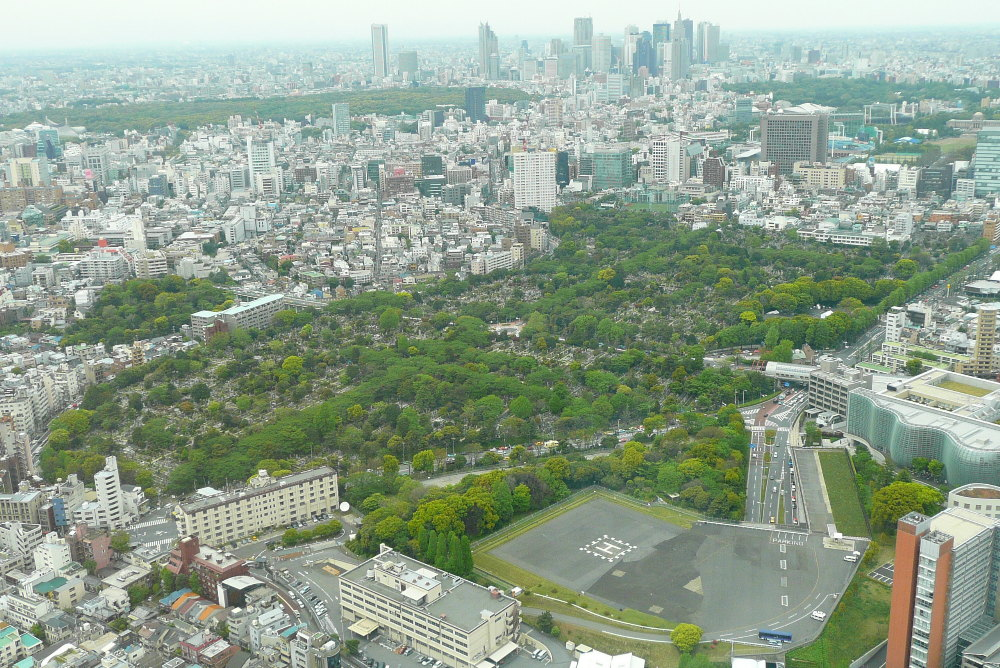
Il cimitero di Aoyama

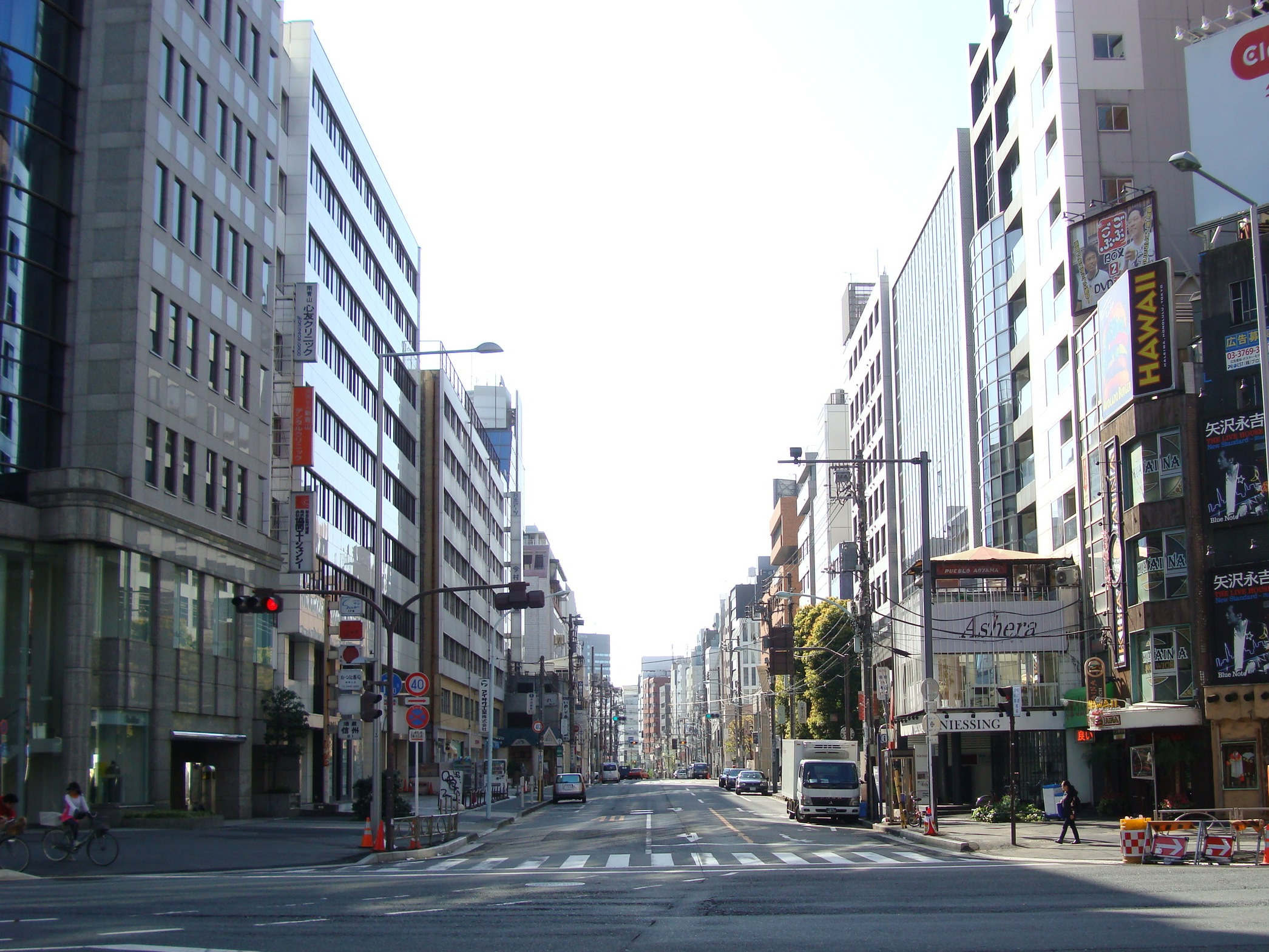
Kotto-dōri

Il centro del distretto di Aoyama si trova all'incrocio tra Omotesandō e Aoyama-dōri, con quest'ultima che divide l'area in due distinte zone, Kita-Aoyama a nord e Minami-Aoyama a sud. La prima è incentrata sull'intrattenimento, grazie ai suoi numerosi ristoranti, negozi e boutique di moda, mentre la seconda è caratterizzata da un'atmosfera più rilassata e raffinata.

### Kita-Aoyama
Nella zona settentrionale di Aoyama la maggiore attrazione è rappresentata da Omotesandō Hills, un centro commerciale progettato da Tadao Andō e di proprietà della Mori Building. Nei pressi della stazione di Omotesandō si trova invece Spiral, un edificio polifunzionale progettato da Fumihiko Maki. A poca distanza dall'Università delle Nazioni Unite, la quale ospita permanentemente lo staff dell'organizzazione, si trova il Castello nazionale dei bambini, uno spazio ricreativo pensato per i più piccoli, il cui segno distintivo è la particolare opera di Tarō Okamoto che si staglia al centro della piazza.
Lo stadio Principe Chichibu si trova nella parte orientale di Kita-Aoyama, vicino ad Akasaka. A nord dello stadio vi è la zona sportiva di Meiji Jingu Gaien, con il Jingu Ballpark, il Gaien Golf Practice Grounds, il Japan Youth Hall e il sito in cui sorgeva lo Stadio Olimpico, il quale però si trova interamente all'interno del vicino distretto di Kasumigaoka-machi a Shinjuku.

### Minami-Aoyama
A Minami-Aoyama, a sud dello stadio Principe Chichibu, sorge il cimitero di Aoyama, il primo cimitero municipale del Giappone, aperto nel 1872. A sud dell'incrocio con Omotesandō, lungo la Nireke-dōri, si trova invece il Prada Aoyama, l'elegante edificio di sei piani ideato dagli architetti svizzeri Jacques Herzog e Pierre de Meuron. Sulla Kotto-dōri sono numerosi i negozi di antiquariato, come gli store delle marche più prestigiose.

## Istruzione

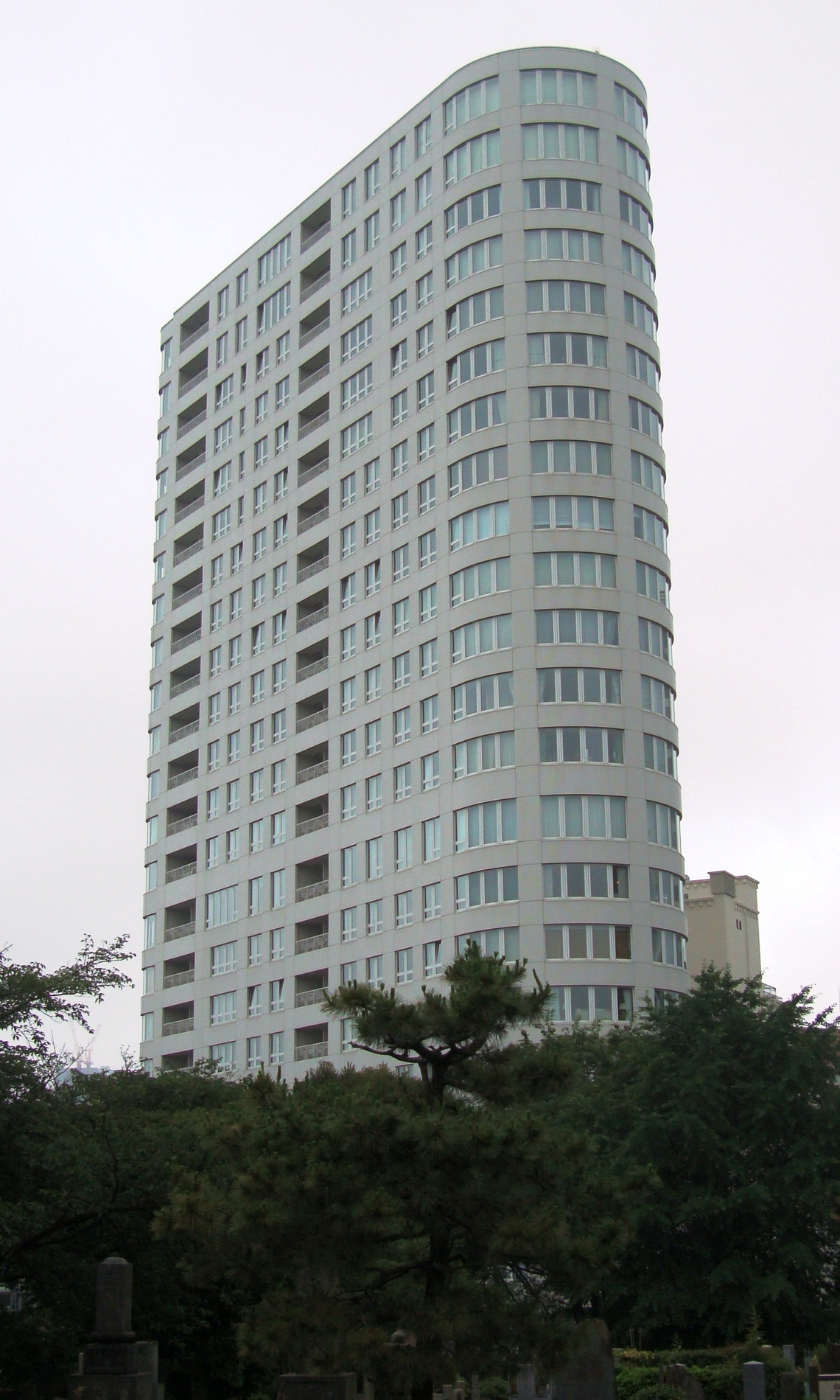
The Tower Aoyama

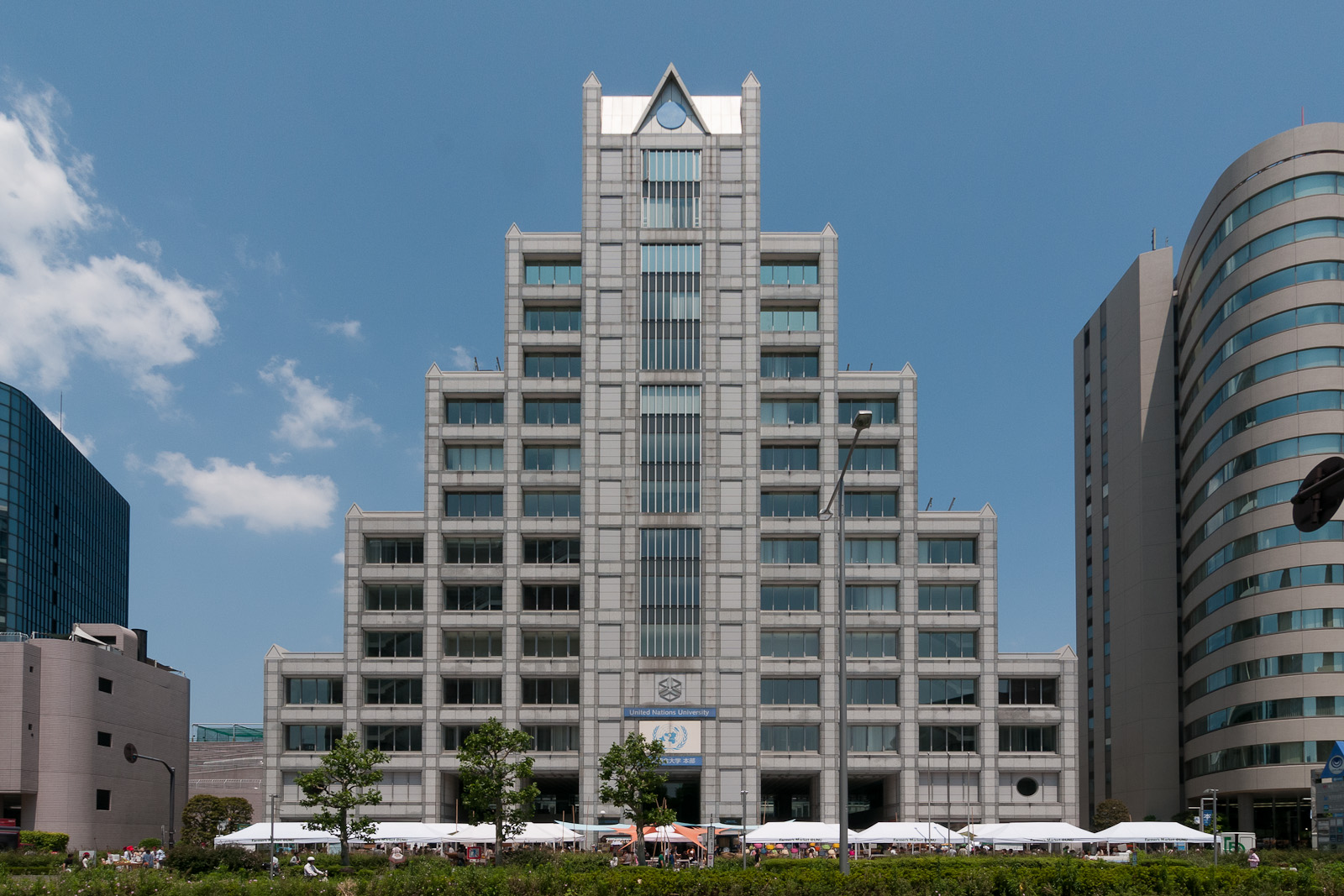
Università delle Nazioni Unite

Oltre alla già citata Università delle Nazioni Unite, il distretto dà il nome a un istituto didattico comprensivo di cui fanno parte un'università, un college femminile, una scuola superiore, una scuola media, una scuola elementare e un asilo, tutti inquadrati nell'area che va da Aoyama a Shibuya.
Ad Aoyama si trovano inoltre due importanti musei, quali il Museo Nezu e il Tarō Okamoto Memorial Museum, dedicato alla memoria dell'architetto e sito nel suo ex studio nella Kotto-dōri.

## Economia
Aoyama è sede di numerose aziende tra cui le filiali giapponesi di Oracle, Berlitz e Louis Vuitton e le compagnie giapponesi Itochu, Honda, Sony Financial, Nikka Whisky, Japan Credit Bureau e Comme des Garçons.
Tra le marche che hanno scelto di aprire un proprio store tra le vie del distretto vi sono Prada e Acne Studios.

## Servizi

### Stazioni
- Stazione di Aoyama-itchōme (Linea Ginza, Linea Hanzōmon, Toei Linea Ōedo)
- Stazione di Omotesandō (Linea Chiyoda, Linea Ginza, Linea Hanzōmon)
- Stazione di Gaiemmae (Linea Ginza)
- Stazione di Nogizaka (Linea Chiyoda) - situata nella parte sudorientale di Minami-Aoyama, al confine con Roppongi